# Merksplas
Merksplas – miejscowość i gmina (gemeente) w północno-zachodniej Belgii, w Regionie Flamandzkim, w prowincji Antwerpia, w okręgu Turnhout. 1 stycznia 2024 roku liczyła 8883 mieszkańców.

## Podział administracyjny
W skład gminy nie wchodzi żadna dzielnica (deelgemeente).

## Współpraca
Miejscowości partnerskie:
- Delligsen, Niemcy
- Grodzisk Wielkopolski, Polska
- Hatfield, Wielka Brytania